# Associazione Calcio ChievoVerona 2007-2008
Questa voce raccoglie le informazioni riguardanti l'Associazione Calcio ChievoVerona nelle competizioni ufficiali della stagione 2007-2008.

## Stagione
Nonostante la retrocessione nella serie cadetta, nel campionato 2007-2008 il Chievo si è laureato campione d'inverno con 43 punti, al pari del Bologna (da cui viene battuta (4-0) nello scontro diretto). Il Chievo vince poi il campionato con 85 punti, risalendo in Serie A dopo un solo anno di assenza. Per questa stagione cadetta il Chievo viene affidato all'allenatore Giuseppe Iachini, disputando un campionato di vertice. Alla sua sesta stagione clivense, l'aostano Sergio Pellissier realizza 22 reti in campionato. Nella Coppa Italia i gialloblu in questa stagione fanno solo da comparsa, escono subito dal torneo, eliminati dal Ravenna.

## Organigramma Societario
Area amministrativa
- Presidente: Luca Campedelli
- Vicepresidente: Fabio Ottolini
- Direttore sportivo: Giovanni Sartori
- Segretario generale: Michele Sebastiani

Area tecnica
- Allenatore: Giuseppe Iachini
- Viceallenatore: Giuseppe Carillo
- Allenatore portieri: Marco Savorani
- Massaggiatore: Alfonso Casano

## Rosa
| N. |                     | Ruolo | Calciatore            |
| -- | ------------------- | ----- | --------------------- |
| 1  | Italia (bandiera)   | P     | Enrico Alfonso        |
| 1  | Italia (bandiera)   | P     | Gabriele Aldegani     |
| 2  | Italia (bandiera)   | A     | Federico Cossato      |
| 3  | Italia (bandiera)   | D     | Tommaso Chiecchi      |
| 4  | Italia (bandiera)   | D     | Andrea Mantovani      |
| 5  | Italia (bandiera)   | D     | Davide Mandelli       |
| 6  | Italia (bandiera)   | D     | Marco Malagò          |
| 7  | Italia (bandiera)   | C     | Michele Marcolini     |
| 8  | Italia (bandiera)   | C     | Federico Giunti       |
| 8  | Italia (bandiera)   | A     | Marino Defendi        |
| 9  | Italia (bandiera)   | C     | Simone Bentivoglio    |
| 10 | Brasile (bandiera)  | C     | Luciano               |
| 11 | Italia (bandiera)   | A     | Giuseppe Cozzolino    |
| 11 | Italia (bandiera)   | A     | Antimo Iunco          |
| 14 | Italia (bandiera)   | C     | Maurizio Ciaramitaro  |
| 15 | Italia (bandiera)   | A     | Giuseppe Greco        |
| 16 | Paraguay (bandiera) | D     | Rubén Maldonado       |
| 17 | Italia (bandiera)   | P     | Mattia Passarini      |
| 18 | Italia (bandiera)   | P     | Lorenzo Squizzi       |
| 19 | Brasile (bandiera)  | A     | Marcos Ariel de Paula |
| 19 | Italia (bandiera)   | D     | Leonardo Moracci      |
| 20 | Nigeria (bandiera)  | A     | Victor Nsofor Obinna  |

| N. |                    | Ruolo | Calciatore                   |
| -- | ------------------ | ----- | ---------------------------- |
| 21 | Francia (bandiera) | C     | Jonathan Biabiany            |
| 21 | Italia (bandiera)  | C     | Amedeo Calliari              |
| 22 | Italia (bandiera)  | D     | Cesare Rickler               |
| 23 | Italia (bandiera)  | C     | Michele Troiano              |
| 25 | Italia (bandiera)  | C     | Matteo Alberti               |
| 26 | Italia (bandiera)  | C     | Stefano Garzon               |
| 27 | Italia (bandiera)  | D     | Fabio Moro                   |
| 28 | Italia (bandiera)  | D     | Aleandro Rosi                |
| 29 | Italia (bandiera)  | D     | Lorenzo D'Anna               |
| 29 | Italia (bandiera)  | A     | Mirco Gasparetto             |
| 31 | Italia (bandiera)  | A     | Sergio Pellissier (capitano) |
| 32 | Italia (bandiera)  | C     | Mattia Marchesetti           |
| 33 | Italia (bandiera)  | D     | Nicolò Brighenti             |
| 34 | Brasile (bandiera) | D     | César                        |
| 41 | Brasile (bandiera) | D     | Diego Farias                 |
| 42 | Brasile (bandiera) | P     | Massimo Zappino              |
| 45 | Brasile (bandiera) | A     | Rodrigo da Silva             |
| 46 | Italia (bandiera)  | A     | Stefano Olivieri             |
| 47 | Italia (bandiera)  | D     | Giovanni Marchese            |
| 77 | Italia (bandiera)  | C     | Vincenzo Italiano            |
| 81 | Albania (bandiera) | A     | Erjon Bogdani                |
| 86 | Italia (bandiera)  | C     | Luca Rigoni                  |

## Risultati

### Serie B

#### Girone di andata
| Arbitro: | Pantana (Macerata) |

|                 |           |                |
| Moscardelli 18’ | Marcatori | 61’ Pellissier |

| Arbitro: | Stefanini (Prato) |

|                                             |           |  |
| Mantovani 21’ Pellissier 27’ Italiano 45+3’ | Marcatori |  |

| Arbitro: | Mazzoleni (Bergamo) |

|  |           |              |
|  | Marcatori | 5’ Marcolini |

| Verona 15 settembre 2007, ore 16:00 CEST 4ª giornata | Chievo                   | 0 – 0 referto | Modena | Stadio Marcantonio Bentegodi (6.592 spett.)\| Arbitro: \| Morganti (Ascoli Piceno) \| |
| Arbitro:                                             | Morganti (Ascoli Piceno) |               |        |                                                                                       |

| Arbitro: | Rocchi (Firenze) |

|             |           |                     |
| Pecchia 41’ | Marcatori | 40’ César 62’ Greco |

| Arbitro: | Girardi (San Donà di Piave) |

|                                |           |  |
| Pellissier 72’, 82’ Obinna 87’ | Marcatori |  |

| Arbitro: | Saccani (Mantova) |

|                                         |           |  |
| Abbruscato 26’, 47’ Valdes 90+3’ (rig.) | Marcatori |  |

| Arbitro: | Palanca (Roma 1) |

|                                    |           |               |
| Marcolini 32’ (rig.) Luciano 45+1’ | Marcatori | 40’, 44’ Jeda |

| Arbitro: | Banti (Livorno) |

|            |           |                               |
| Soncin 71’ | Marcatori | 37’ Luciano 90+2’ Bentivoglio |

| Arbitro: | Scoditti (Bologna) |

|                                              |           |                                |
| Marcolini 12’ (rig.) Mantovani 53’ César 82’ | Marcatori | 45+1’ Cosenza 49’ (rig.) Succi |

| Arbitro: | Valeri (Roma 2) |

|              |           |                                                     |
| Padalino 10’ | Marcatori | 15’ Bentivoglio 51’ Pellissier 79’ (rig.) Marcolini |

| Arbitro: | Velotto (Grosseto) |

|  |           |             |
|  | Marcatori | 10’ Ruopolo |

| Arbitro: | Ciampi (Roma 1) |

|                                                 |           |             |
| César 5’ Mantovani 45’ Bentivoglio 75’ Moro 77’ | Marcatori | 39’ Pestrin |

| Arbitro: | Morganti (Ascoli Piceno) |

|                                             |           |  |
| Marazzina 26’, 32’ Daino 44’ Di Gennaro 83’ | Marcatori |  |

| Arbitro: | Damato (Barletta) |

|  |           |                             |
|  | Marcatori | 58’ Italiano 80’ Pellissier |

| Arbitro: | Tagliavento (Terni) |

|                         |           |                          |
| Italiano 23’ Obinna 37’ | Marcatori | 12’ (rig.), 65’ Castillo |

| Arbitro: | Ayroldi (Molfetta) |

|  |           |                 |
|  | Marcatori | 76’ Ciaramitaro |

| Arbitro: | Girardi (San Donà di Piave) |

|                         |           |                                 |
| Italiano 2’ Iunco 90+4’ | Marcatori | 5’ Corona 47’ Godeas 61’ Caridi |

| Arbitro: | Dondarini (Finale Emilia) |

|            |           |                                |
| Capone 66’ | Marcatori | 58’, 79’ Pellissier 90’ Obinna |

| Arbitro: | Mazzoleni (Bergamo) |

|                             |           |  |
| Mandelli 25’ Pellissier 81’ | Marcatori |  |

| Arbitro: | Gava (Conegliano Veneto) |

|                        |           |                               |
| Santoruvo 3’ Di Dio 8’ | Marcatori | 35’ Iunco 47’, 75’ Pellissier |

#### Girone di ritorno
| Arbitro: | Pinzani (Empoli) |

|                           |           |           |
| Moro 27’ Cossato 83’, 90’ | Marcatori | 40’ Croce |

| Arbitro: | Valeri (Roma 2) |

|             |           |             |
| Minelli 90’ | Marcatori | 72’ Luciano |

| Arbitro: | Celi (Campobasso) |

|              |           |  |
| Italiano 22’ | Marcatori |  |

| Arbitro: | Bergonzi (Genova) |

|           |           |                                |
| Bolaño 6’ | Marcatori | 26’ Pellissier 33’ Bentivoglio |

| Arbitro: | Stefanini (Prato) |

|                          |           |  |
| Marcolini 26’ Obinna 72’ | Marcatori |  |

| Arbitro: | Farina (Novi Ligure) |

|             |           |                 |
| Salgado 47’ | Marcatori | 31’ Ciaramitaro |

| Arbitro: | Morganti (Ascoli Piceno) |

|                                                  |           |                                       |
| Marcolini 5’ (rig.) Mantovani 20’ Pellissier 47’ | Marcatori | 14’, 55’ (rig.) Valdes 60’ Tiribocchi |

| Rimini 8 marzo 2008, ore 16:00 CET 29ª giornata | Rimini              | 0 – 0 referto | Chievo | Stadio Romeo Neri (5.451 spett.)\| Arbitro: \| Tagliavento (Terni) \| |
| Arbitro:                                        | Tagliavento (Terni) |               |        |                                                                       |

| Arbitro: | Valeri (Roma 2) |

|                                |           |              |
| Pellissier 18’ Obinna 40’, 49’ | Marcatori | 14’ Bernacci |

| Arbitro: | Gervasoni (Mantova) |

|              |           |                |
| Pecorari 14’ | Marcatori | 18’ Pellissier |

| Arbitro: | Velotto (Grosseto) |

|               |           |  |
| Maldonado 82’ | Marcatori |  |

| Arbitro: | Rocchi (Firenze) |

|  |           |                               |
|  | Marcatori | 1’ Pellissier 58’ Bentivoglio |

| Arbitro: | Gava (Conegliano Veneto) |

|                       |           |                                          |
| Foti 29’ Schetter 52’ | Marcatori | 22’ Pellissier 60’ Iunco 74’ Ciaramitaro |

| Arbitro: | Banti (Livorno) |

|                |           |             |
| Pellissier 29’ | Marcatori | 25’ Valiani |

| Arbitro: | Rosetti (Torino) |

|                                      |           |  |
| César 6’ Pellissier 31’ Italiano 81’ | Marcatori |  |

| Arbitro: | Brighi (Cesena) |

|            |           |           |
| D'Anna 13’ | Marcatori | 2’ Obinna |

| Arbitro: | Gervasoni (Mantova) |

|                                                                   |           |  |
| Pellissier 4’, 8’ Marcolini 40’ Obinna 53’ (rig.) Bentivoglio 79’ | Marcatori |  |

| Arbitro: | Bergonzi (Genova) |

|            |           |  |
| Godeas 34’ | Marcatori |  |

| Arbitro: | Damato (Barletta) |

|                                     |           |            |
| Andreolli 11’ (aut.) Pellissier 57’ | Marcatori | 63’ Capone |

| Arbitro: | Gava (Conegliano Veneto) |

|                         |           |                 |
| Danilevičius 55’ (rig.) | Marcatori | 42’ Ciaramitaro |

| Arbitro: | Palanca (Roma 1) |

|               |           |                                  |
| Iunco 7’, 17’ | Marcatori | 13’ Cavalli 72’ (rig.) Santoruvo |

### Coppa Italia
| Arbitro: | Pinzani (Empoli) |

|            |           |  |
| Fofana 87’ | Marcatori |  |

## Statistiche dei giocatori
| Giocatore      | Serie B  | Serie B | Serie B     | Serie B    | Coppa Italia | Coppa Italia | Coppa Italia | Coppa Italia | Totale   | Totale | Totale      | Totale     |
| Giocatore      | Presenze | Reti    | Ammonizioni | Espulsioni | Presenze     | Reti         | Ammonizioni  | Espulsioni   | Presenze | Reti   | Ammonizioni | Espulsioni |
| -------------- | -------- | ------- | ----------- | ---------- | ------------ | ------------ | ------------ | ------------ | -------- | ------ | ----------- | ---------- |
| M. Alberti     | -        | -       | -           | -          | -            | -            | -            | -            | -        | -      | -           | -          |
| G. Aldegani    | 1        | -2      | 0           | 0          | -            | -            | -            | -            | 1        | -2     | 0           | 0          |
| S. Bentivoglio | 38       | 6       | 3           | 0          | -            | -            | -            | -            | 38       | 6      | 3           | 0          |
| J. Biabiany    | -        | -       | -           | -          | -            | -            | -            | -            | -        | -      | -           | -          |
| E. Bogdani     | -        | -       | -           | -          | 1            | 0            | 0            | 0            | 1        | 0      | 0           | 0          |
| N. Brighenti   | -        | -       | -           | -          | -            | -            | -            | -            | -        | -      | -           | -          |
| César          | 36       | 4       | 8           | 1          | 1            | 0            | 0            | 0            | 37       | 4      | 8           | 1          |
| T. Chiecchi    | 6        | 0       | 0           | 0          | 1            | 0            | 0            | 0            | 7        | 0      | 0           | 0          |
| M. Ciaramitaro | 29       | 4       | 10          | 0          | 1            | 0            | 0            | 0            | 30       | 4      | 10          | 0          |
| F. Cossato     | 12       | 2       | 1           | 0          | 1            | 0            | 0            | 0            | 13       | 2      | 1           | 0          |
| G. Cozzolino   | -        | -       | -           | -          | 1            | 0            | 0            | 0            | 1        | 0      | 0           | 0          |
| M. Defendi     | 4        | 0       | 1           | 0          | -            | -            | -            | -            | 4        | 0      | 1           | 0          |
| M. De Paula    | -        | -       | -           | -          | -            | -            | -            | -            | -        | -      | -           | -          |
| S. Garzon      | -        | -       | -           | -          | -            | -            | -            | -            | -        | -      | -           | -          |
| M. Gasparetto  | 22       | 0       | 2           | 0          | -            | -            | -            | -            | 22       | 0      | 2           | 0          |
| F. Giunti      | 1        | 0       | 1           | 0          | -            | -            | -            | -            | 1        | 0      | 1           | 0          |
| G. Greco       | 8        | 1       | 1           | 0          | -            | -            | -            | -            | 8        | 1      | 1           | 0          |
| V. Italiano    | 34       | 6       | 5           | 1          | 1            | 0            | 0            | 0            | 35       | 6      | 5           | 1          |
| A. Iunco       | 27       | 5       | 3           | 0          | -            | -            | -            | -            | 27       | 5      | 3           | 0          |
| Luciano        | 36       | 3       | 2           | 0          | 1            | 0            | 0            | 0            | 37       | 3      | 2           | 0          |
| M. Malagò      | 31       | 0       | 2           | 0          | -            | -            | -            | -            | 31       | 0      | 2           | 0          |
| R. Maldonado   | 3        | 1       | 0           | 1          | -            | -            | -            | -            | 3        | 1      | 0           | 1          |
| D. Mandelli    | 31       | 1       | 8           | 1          | 1            | 0            | 1            | 0            | 32       | 1      | 9           | 1          |
| A. Mantovani   | 37       | 4       | 5           | 1          | 1            | 0            | 0            | 0            | 38       | 4      | 5           | 1          |
| G. Marchese    | 11       | 0       | 5           | 0          | 1            | 0            | 1            | 0            | 12       | 0      | 6           | 0          |
| M. Marcolini   | 30       | 7       | 8           | 0          | 1            | 0            | 0            | 0            | 31       | 7      | 8           | 0          |
| F. Moro        | 20       | 2       | 7           | 0          | -            | -            | -            | -            | 20       | 2      | 7           | 0          |
| V. Obinna      | 32       | 8       | 2           | 0          | -            | -            | -            | -            | 32       | 8      | 2           | 0          |
| M. Passarini   | 1        | 0       | 0           | 0          | -            | -            | -            | -            | 1        | 0      | 0           | 0          |
| S. Pellissier  | 37       | 22      | 5           | 0          | 1            | 0            | 0            | 0            | 38       | 22     | 5           | 0          |
| C. Rickler     | 17       | 0       | 3           | 0          | -            | -            | -            | -            | 17       | 0      | 3           | 0          |
| L. Rigoni      | 11       | 0       | 3           | 0          | -            | -            | -            | -            | 11       | 0      | 3           | 0          |
| A. Rosi        | 16       | 0       | 2           | 1          | -            | -            | -            | -            | 16       | 0      | 2           | 1          |
| L. Squizzi     | 41       | -41     | 3           | 0          | 1            | -1           | 0            | 0            | 42       | -42    | 3           | 0          |
| M. Troiano     | 13       | 0       | 2           | 0          | -            | -            | -            | -            | 13       | 0      | 2           | 0          |
| M. Zappino     | -        | -       | -           | -          | -            | -            | -            | -            | -        | -      | -           | -          |